# Begonia affinis
Begonia affinis es una especie de planta de la familia Begoniaceae. Esta begonia es originaria de las Filipinas. La especie pertenece a la sección Petermannia. Fue descrita en 1912 por el botánico estadounidense Elmer Drew Merrill (1876-1956). El epíteto específico es affinis que significa «unido, similar a».